# Johannes Gabriel Granö
Johannes Gabriel Granö (født 14. marts 1882 i Lappo, død 23. februar 1956) var en finsk geograf.
Granö blev student i 1900 samt fil.lic. og docent i geografi i 1911.
Han foretog flere rejser i Sibirien og i Mongoliet, blandt andet ved midler fra et Rosenbergskt rejsetilskud i 1913-1916 til det sydlige Sibiriens grænseegne, især Altaj. Han var 1919-1923 professor i geografi ved universitetet i Dorpat, 1924-1926 og igen 1945-1950 ved Helsingfors universitet og 1926-1945 ved Åbo universitet.
Granö blev i sin samtid regnet som en autoritet med hensyn til Sibiriens geologi og geografi. Han grundlagde tillige den videnskabelige hjembygdsforskning og regionalgeografien i Finland og Estland. Hans hovedarbejde Reine Geographie fra 1929 blev oversat til engelsk så sent som i 1997. Han forfattede en lang række skrifter og skrev artikler til Det Finsk-ugriske selskabs "Journal" 1909 og 1910 om arkæologiske iagttagelser i Kinas nordlige grænseegne, om Sydsibirien og om det nordvestlige Mongoliet.

## Forfatterskab
- Beiträge zur Kenntnis der Eiszeit in der nordwestlichen Mongolei und einigen ihrer südsibirischen Grenzgebirge (akademisk afhandling 1910)[2]
- Die Nordwest-Mongolei (i "Zeitschrift der Gesellschaft für Erdkunde", 1912)[2]
- Morphologische Forschungen im östlichen Altai (ibid., 1914)[2]
- Les formes du relief dans l'Altai russe et leur genése (i "Fennia" 1917)[3]
- Altai I-II (1919, 1921)[4]
- Die landschaftlischen Einheiten Estlands (1922)
- Die geographischen Gebiete Finnlands (1931)
- Mongolische Landschaften und Örtlichkeiten (1941)
- Das Formengebäude des nord-östlischen Altai (1945)